# Synopsis Plantarum in Austria
Synopsis Plantarum in Austria (abreviado Syn. Pl. (Host)) es un libro con ilustraciones y descripciones botánicas que fue escrito por el botánico y médico austríaco Nicolaus Thomas Host y publicado en el año 1793 con el nombre de Synopsis Plantarum in Austria provinciisque adjacentibus sponte crescentium.